# Wasserbourg
Pour les articles homonymes, voir Wasserburg (homonymie).
Wasserbourg est une commune française située dans la circonscription administrative du Haut-Rhin et, depuis le 1er janvier 2021, dans le territoire de la Collectivité européenne d'Alsace, en région Grand Est.
Cette commune se trouve dans la région historique et culturelle d'Alsace.
Ses habitants sont les Wasserbourgeois et les Wasserbourgeoises.

## Géographie

### Localisation
Le village se trouve au pied du Petit Ballon (1 272 m). La vallée dans laquelle il se trouve se nomme « Vallon du Krebsbach », elle est orientée nord-est - sud-ouest.
Le ruisseau qui s'écoule au fond du vallon est appelé « Krebsbach » (« ruisseau des écrevisses » en français).
C'est une des 188 communes du parc naturel régional des Ballons des Vosges.
| Eschbach-au-Val         | Griesbach-au-Val | Soultzbach-les-Bains Soultzmatt |
| Luttenbach-près-Munster | Wasserbourg      | Rouffach                        |
|                         | Linthal          | Lautenbach                      |

### Hydrographie
La commune est dans le bassin versant du Rhin au sein du bassin Rhin-Meuse. Elle est drainée par le Krebsbach et le ruisseau Hanspenbach,,.

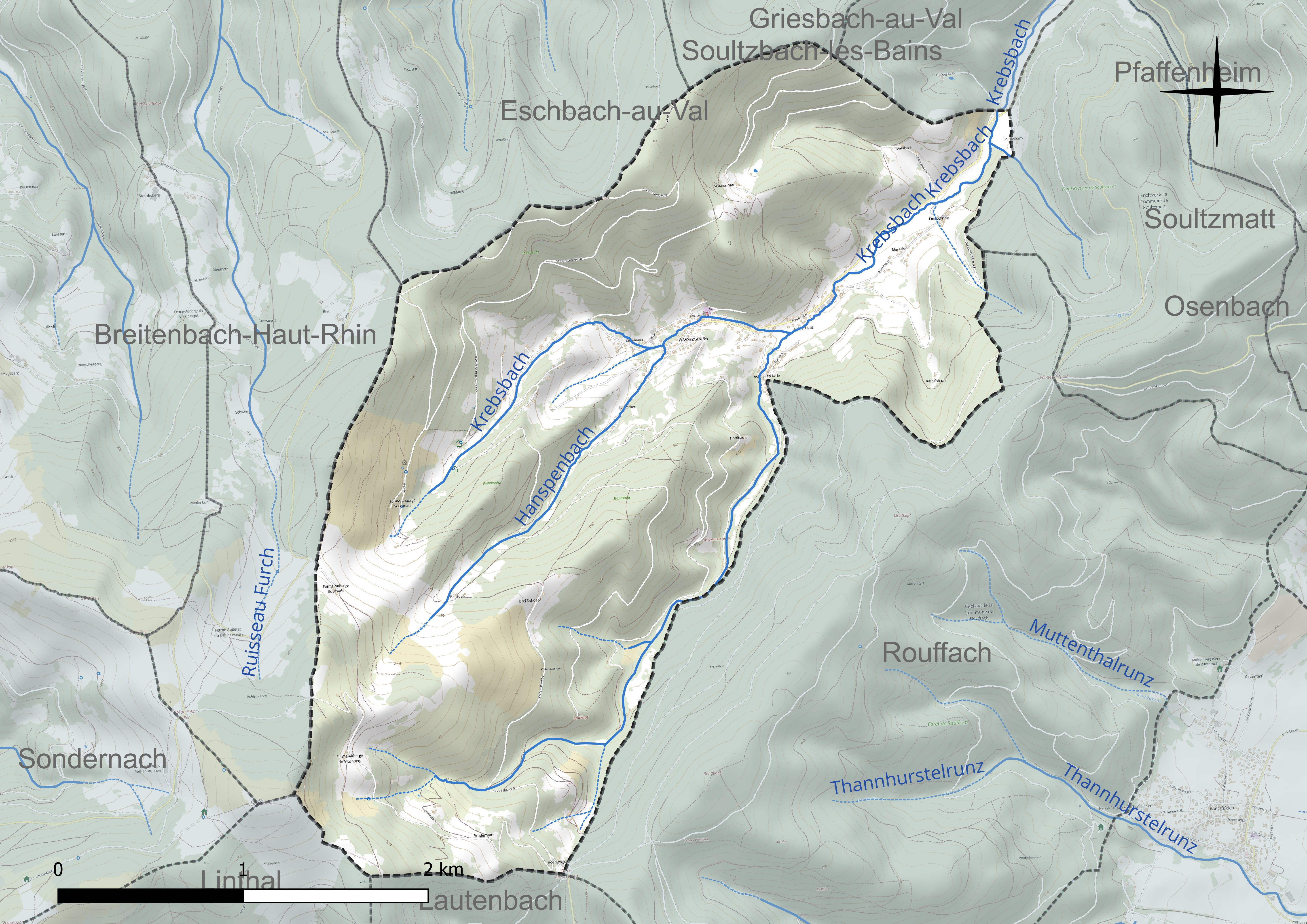
Réseau hydrographique de Wasserbourg.

### Climat
Pour des articles plus généraux, voir Climat du Grand Est et Climat du Haut-Rhin.
En 2010, le climat de la commune est de type climat de montagne, selon une étude du Centre national de la recherche scientifique s'appuyant sur une série de données couvrant la période 1971-2000. En 2020, Météo-France publie une typologie des climats de la France métropolitaine dans laquelle la commune est exposée à un climat semi-continental et est dans la région climatique  Vosges, caractérisée par une pluviométrie très élevée (1 500 à 2 000 mm/an) en toutes saisons et un hiver rude (moins de 1 °C). 
Pour la période 1971-2000, la température annuelle moyenne est de 8,8 °C, avec une amplitude thermique annuelle de 16,5 °C. Le cumul annuel moyen de précipitations est de 1 556 mm, avec 12,4 jours de précipitations en janvier et 10,5 jours en juillet. Pour la période 1991-2020, la température moyenne annuelle observée sur la station météorologique de Météo-France la plus proche, « Munster_sapc », sur la commune de Munster à 5 km à vol d'oiseau, est de 10,4 °C et le cumul annuel moyen de précipitations est de 1 053,5 mm. 
La température maximale relevée sur cette station est de 38,3 °C, atteinte le 5 juillet 2015 ; la température minimale est de −19 °C, atteinte le 20 décembre 2009,,. 
Les paramètres climatiques de la commune ont été estimés pour le milieu du siècle (2041-2070) selon différents scénarios d'émission de gaz à effet de serre à partir des nouvelles projections climatiques de référence DRIAS-2020. Ils sont consultables sur un site dédié publié par Météo-France en novembre 2022.

## Urbanisme

### Typologie
Au 1er janvier 2024, Wasserbourg est catégorisée commune rurale à habitat dispersé, selon la nouvelle grille communale de densité à sept niveaux définie par l'Insee en 2022.
Elle est située hors unité urbaine. Par ailleurs la commune fait partie de l'aire d'attraction de Colmar, dont elle est une commune de la couronne,. Cette aire, qui regroupe 95 communes, est catégorisée dans les aires de 50 000 à moins de 200 000 habitants,.

### Occupation des sols
L'occupation des sols de la commune, telle qu'elle ressort de la base de données européenne d’occupation biophysique des sols Corine Land Cover (CLC), est marquée par l'importance des forêts et milieux semi-naturels (78,9 % en 2018), une proportion identique à celle de 1990 (78,9 %). La répartition détaillée en 2018 est la suivante : 
forêts (54,1 %), milieux à végétation arbustive et/ou herbacée (24,8 %), prairies (14 %), zones agricoles hétérogènes (4,1 %), zones urbanisées (3 %). L'évolution de l’occupation des sols de la commune et de ses infrastructures peut être observée sur les différentes représentations cartographiques du territoire : la carte de Cassini (XVIIIe siècle), la carte d'état-major (1820-1866) et les cartes ou photos aériennes de l'IGN pour la période actuelle (1950 à aujourd'hui).

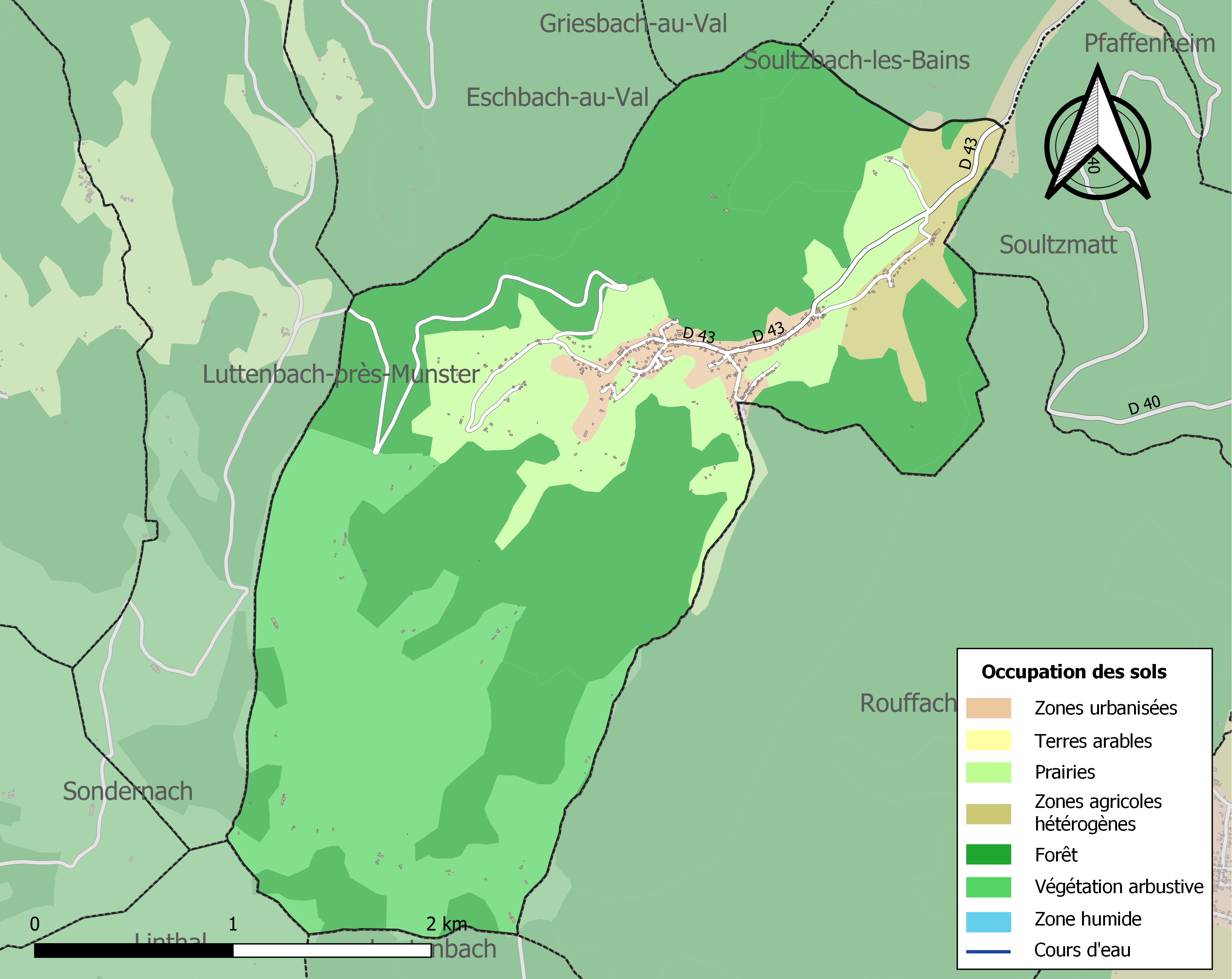
Carte des infrastructures et de l'occupation des sols de la commune en 2018 (CLC).

## Histoire
Le village est mentionné une première fois au IXe siècle. Le château du Wassenberg (« Strohbourg »), propriété des Hus, puissants seigneurs vassaux des Habsbourg qui possèdent aussi les châteaux de Pflixbourg et Hagueneck, est construit en 1222.

## Politique et administration

### Découpage territorial
La commune de Wasserbourg est membre de la communauté de communes de la Vallée de Munster, un établissement public de coopération intercommunale (EPCI) à fiscalité propre créé le 30 mai 1996 dont le siège est à Munster. Ce dernier est par ailleurs membre d'autres groupements intercommunaux.
Sur le plan administratif, elle est rattachée à l'arrondissement de Colmar-Ribeauvillé, à la circonscription administrative de l'État du Haut-Rhin, en tant que circonscription administrative de l'État, et à la région Grand Est. 
Sur le plan électoral, elle dépendait jusqu'en 2020 du  canton de Wintzenheim pour l'élection des conseillers départementaux au sein du conseil départemental du Haut-Rhin. Depuis le 1er janvier 2021, elle dépend du même canton pour l'élection des conseillers d'Alsace au sein de la collectivité européenne d'Alsace.

### Finances communales
En 2015, le budget de la commune était constitué ainsi :
- total des produits de fonctionnement : 488 000 €, soit 1 044 € par habitant ;
- total des charges de fonctionnement : 403 000 €, soit 862 € par habitant ;
- total des ressources d’investissement : 106 000 €, soit 226 € par habitant ;
- total des emplois d’investissement : 128 000 €, soit 275 € par habitant.
- endettement : 539 000 €, soit 1 155 € par habitant.

Avec les taux de fiscalité suivants :
- taxe d’habitation : 9,66 % ;
- taxe foncière sur les propriétés bâties : 10,60 % ;
- taxe foncière sur les propriétés non bâties : 89,25 % ;
- taxe additionnelle à la taxe foncière sur les propriétés non bâties : 0,00 % ;
- cotisation foncière des entreprises : 0,00 %.

### Liste des maires
| Période                                  | Période   | Identité             | Étiquette | Qualité |
| ---------------------------------------- | --------- | -------------------- | --------- | ------- |
| mars 1945                                | mars 1959 | Albert Kech          |           |         |
| mars 1959                                | mars 1977 | Camille Barb         |           |         |
| mars 1977                                | mars 1989 | Raymond Resch        |           |         |
| mars 1989                                | mars 2008 | Jean-Paul Iltis      |           |         |
| mars 2008                                | Juin 2020 | Gilbert Ruhlmann     |           |         |
| Juin 2020                                | En cours  | Jean François KABUCZ |           |         |
| Les données manquantes sont à compléter. |           |                      |           |         |

## Équipements et services publics

### Enseignement
Une classe de filles et une de garçons sont créés dans la première moitié du XIXe siècle. En 1855, l’école compte cinquante-cinq élèves, mais la fréquentation est inégale, beaucoup ne venant qu’en hiver, leurs parents préférant les faire travailler le reste de l’année.
En 2023, Wasserbourg fait partie d’un regroupement pédagogique avec la commune de Soultzbach-les-Bains. Pour l’enseignement secondaire général, les établissements les plus proches sont le collège Frédéric Hartmann et le lycée général Frédéric Kirschleger, tous deux situés à Munster. Pour l’enseignement secondaire professionnel, les établissements les plus proches sont le lycée polyvalent Lazare de Schwendi à Ingersheim et le lycée horticole du Pflixbourg à Wintzenheim.

## Population et société

### Démographie
L'évolution du nombre d'habitants est connue à travers les recensements de la population effectués dans la commune depuis 1793. Pour les communes de moins de 10 000 habitants, une enquête de recensement portant sur toute la population est réalisée tous les cinq ans, les populations de référence des années intermédiaires étant quant à elles estimées par interpolation ou extrapolation. Pour la commune, le premier recensement exhaustif entrant dans le cadre du nouveau dispositif a été réalisé en 2005.

En 2022, la commune comptait 467 habitants, en évolution de +1,3 % par rapport à 2016 (Haut-Rhin : +0,66 %, France hors Mayotte : +2,11 %).
| 1793 | 1800 | 1806 | 1821 | 1831 | 1836 | 1841 | 1846 | 1851 |
| ---- | ---- | ---- | ---- | ---- | ---- | ---- | ---- | ---- |
| 548  | 589  | 687  | 840  | 903  | 989  | 864  | 864  | 841  |

| 1856 | 1861 | 1866 | 1871 | 1875 | 1880 | 1885 | 1890 | 1895 |
| ---- | ---- | ---- | ---- | ---- | ---- | ---- | ---- | ---- |
| 770  | 760  | 760  | 740  | 742  | 700  | 630  | 593  | 556  |

| 1900 | 1905 | 1910 | 1921 | 1926 | 1931 | 1936 | 1946 | 1954 |
| ---- | ---- | ---- | ---- | ---- | ---- | ---- | ---- | ---- |
| 539  | 529  | 482  | 441  | 407  | 388  | 368  | 366  | 346  |

| 1962 | 1968 | 1975 | 1982 | 1990 | 1999 | 2005 | 2006 | 2010 |
| ---- | ---- | ---- | ---- | ---- | ---- | ---- | ---- | ---- |
| 326  | 308  | 265  | 271  | 425  | 473  | 492  | 491  | 462  |

| 2015 | 2020 | 2022 | - | - | - | - | - | - |
| ---- | ---- | ---- | - | - | - | - | - | - |
| 463  | 475  | 467  | - | - | - | - | - | - |

## Culture locale et patrimoine

### Lieux et monuments

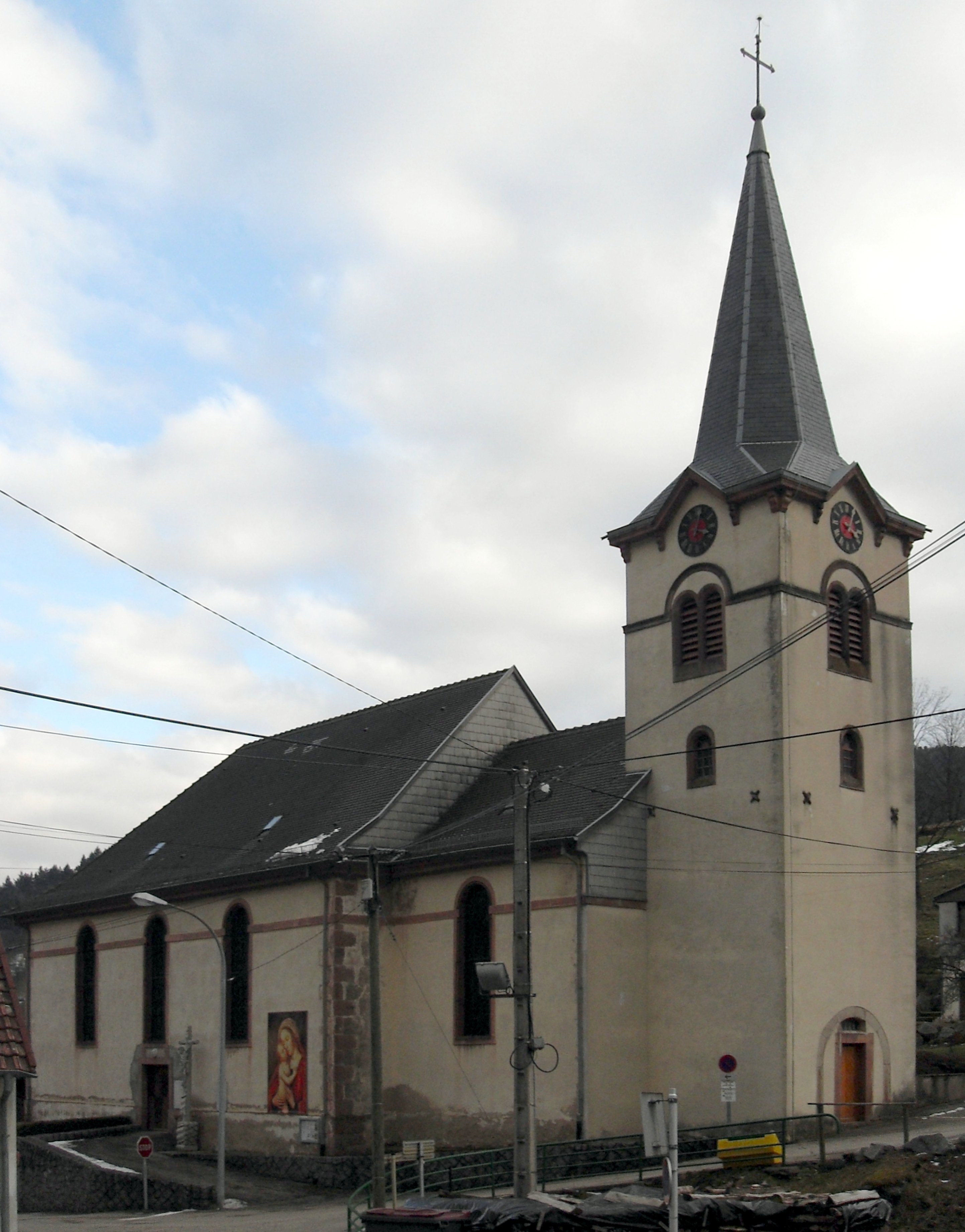
L'église Saint-Michel.

- L’église Saint-Michel et les chapelles : la première construction de l’église Saint-Michel remonte au XIIIe siècle. Elle est agrandie de 1830 à 1835 (Wasserbourg comptait alors 900 âmes). En 1870, le clocher est rehaussé. Endommagée pendant la Première Guerre mondiale, l’église est rénovée après la fin des hostilités et inaugurée en 1923[27]. À voir également les cinq chapelles ou oratoriums dédiés aux quatre évangélistes et à sainte Anne.

La cloche de l'église date de 1738 et la cloche de chœur de 1848.
L’église possède un orgue construit par Valentin Rinkenbach daté de 1834,.
Le presbytère catholique date de 1836.
- Les vestiges du château de Wassenberg : les vestiges de ce château datant de 1222 se trouvent sur une colline surplombant le village[33]. De nos jours, seul un pan de mur du logis ainsi que l'embase du donjon pentagonal attenant sont encore visibles[34],[35].
- le château de Strohburg ;
- Le monument aux morts[36].
- fromagerie d'estive dite marcairie[37],[38],[39],[40],[41],[42],[43],[44]
- fermes du XVIIIe siècle[45],[46],[47],[48],[49],[50].

dont la qualité architecturale des bâtiments a justifié une étude préliminaire réalisée par le service régional de l'inventaire.
- Les ferme auberges perpétuent aujourd'hui ces traditions[51],[52],[53],[54].
- L'ancien Tissage Schlumberger et Grosjean[55].

### Personnalités liées à la commune
- Marie-Joseph Bopp, historien, avait une maison de campagne à Wasserbourg.

### Héraldique
| Blason de Wasserbourg | Les armes de Wasserbourg se blasonnent ainsi : « D'argent à trois coupeaux de sinople surmontés d'une tour crénelée de gueules entourée d'une enceinte de même accostée de deux sapins de sinople. » |